# Corrado Corradini
Corrado Corradini (Roma, 1º luglio 1944) è un allenatore di calcio ed ex calciatore italiano, di ruolo centrocampista.

## Carriera
Inizia a giocare nelle squadre giovanili della Lazio  a partire dal 1958 e fa parte della "De Martino" nelle stagioni 1962-1963 e 1963-1964. Prosegue la carriera di calciatore in altre squadre regionali fino al 1976.
Dal 1977 al 1987 svolge la sua attività di tecnico nel settore giovanile della Lazio, e poi nuovamente nel 1992, come allenatore degli Allievi Nazionali, dopo una parentesi - tra il 1987 e il 1991 - come allenatore delle Nazionali Italiane Under-15 e Under-16.
Nella stagione 1996-1997 viene nominato allenatore "in seconda" di Dino Zoff, che sostituisce l'esonerato Zeman. L'anno seguente diventa allenatore della Lazio Primavera.
Ha allenato la Nazionale Femminile Under-19, con la quale, il 19 luglio 2008 batte la Norvegia aggiudicandosi l'Europeo Under-19, per la prima volta nella sua storia.
Nel 2011 è tornato alla Lazio come responsabile del vivaio. Dal 2016 è il responsabile del progetto calcio femminile per la Scuola Calcio della Roma.
Dal 29 agosto 2019 è direttore generale dell'ASD Real Selva Candida, scuola calcio della periferia di Roma.
Da luglio 2020, invece, è il Club Manager della Lazio Women.

## Palmarès

### Allenatore
- Campionato europeo femminile Under 19 di calcio: 1

Italia: Francia 2008